# Horst Buhtz
Horst Buhtz (ur. 21 września 1923 w Magdeburgu, zm. 22 marca 2015 w Langenfeld) – niemiecki piłkarz występujący na pozycji pomocnika, a także trener.

## Kariera piłkarska
Buhtz karierę rozpoczynał jako junior w Fortunie Magdeburg. Następnie grał też w jej pierwszej drużynie. Po wojnie został graczem zespołu Kickers Offenbach. W 1950 roku wywalczył z nim wicemistrzostwo Niemiec. W tym samym roku przeszedł do VfB Mühlburg. Spędził tam dwa lata, a potem odszedł do włoskiego Torino FC. Przez pięć w jego barwach w Serie A rozegrał 127 spotkań i zdobył 34 bramki. W 1957 roku wyjechał do Szwajcarii, gdzie był grającym trenerem drużyn SC Young Fellows Juventus oraz AC Bellinzona. W 1962 roku zakończył karierę.

## Kariera trenerska
Buhtz karierę rozpoczynał jako grający trener szwajcarskich drużyn SC Young Fellows Juventus oraz AC Bellinzona. Następnie prowadził Sportfreunde 05 Saarbrücken, a w 1963 roku został trenerem Borussii Neunkirchen, grającej w Regionallidze Südwest. W 1964 roku awansował z nią do Bundesligi. Zadebiutował w niej 22 sierpnia 1964 roku w przegranym 0:2 meczu z 1. FC Nürnberg. W 1966 roku, po spadku Borussii do Regionalligi, Buhtz odszedł z klubu.
Został wówczas szkoleniowcem pierwszoligowego Hannoveru 96. Trenował go do lutego 1968 roku. W 1969 roku został trenerem zespołu Wuppertaler SV z Regionalligi West. W 1972 roku awansował z nim do Bundesligi. W 1973 roku zajął z nim 3. miejsce w tej lidze. Wuppertaler prowadził do października 1974 roku.
Następnie Buhtz był szkoleniowcem tureckiego klubu Beşiktaş JK. W 1976 roku wrócił do ojczyzny, gdzie prowadził drugoligowe drużyny Borussia Dortmund, 1. FC Nürnberg oraz Bayer Uerdingen, z którym w 1979 roku awansował do Bundesligi, ale w 1981 roku spadł do 2. Bundesligi. Wówczas przestał być trenerem Bayeru.
Potem Buhtz trenował jeszcze drugoligowe zespoły Alemannia Aachen, Stuttgarter Kickers oraz SC Fortuna Kolonia, która była jego ostatnim klubem w karierze.